# Stranger in Town
 Stranger in Town  — це пісня каліфорнійського гурту «Toto». Авторами композиції стали Девід Пейч та Джефф Поркаро. 
Пісня досягла #38 сходинки чарту Billboard.

## Композиції
Сторона А
1. Stranger In Town	3:54

Сторона Б
1. Change Of Heart	4:08